# Stenodryas glabricollis
Stenodryas glabricollis är en skalbaggsart som beskrevs av Holzschuh 1991. Stenodryas glabricollis ingår i släktet Stenodryas och familjen långhorningar. Inga underarter finns listade i Catalogue of Life.